# Vasabladet

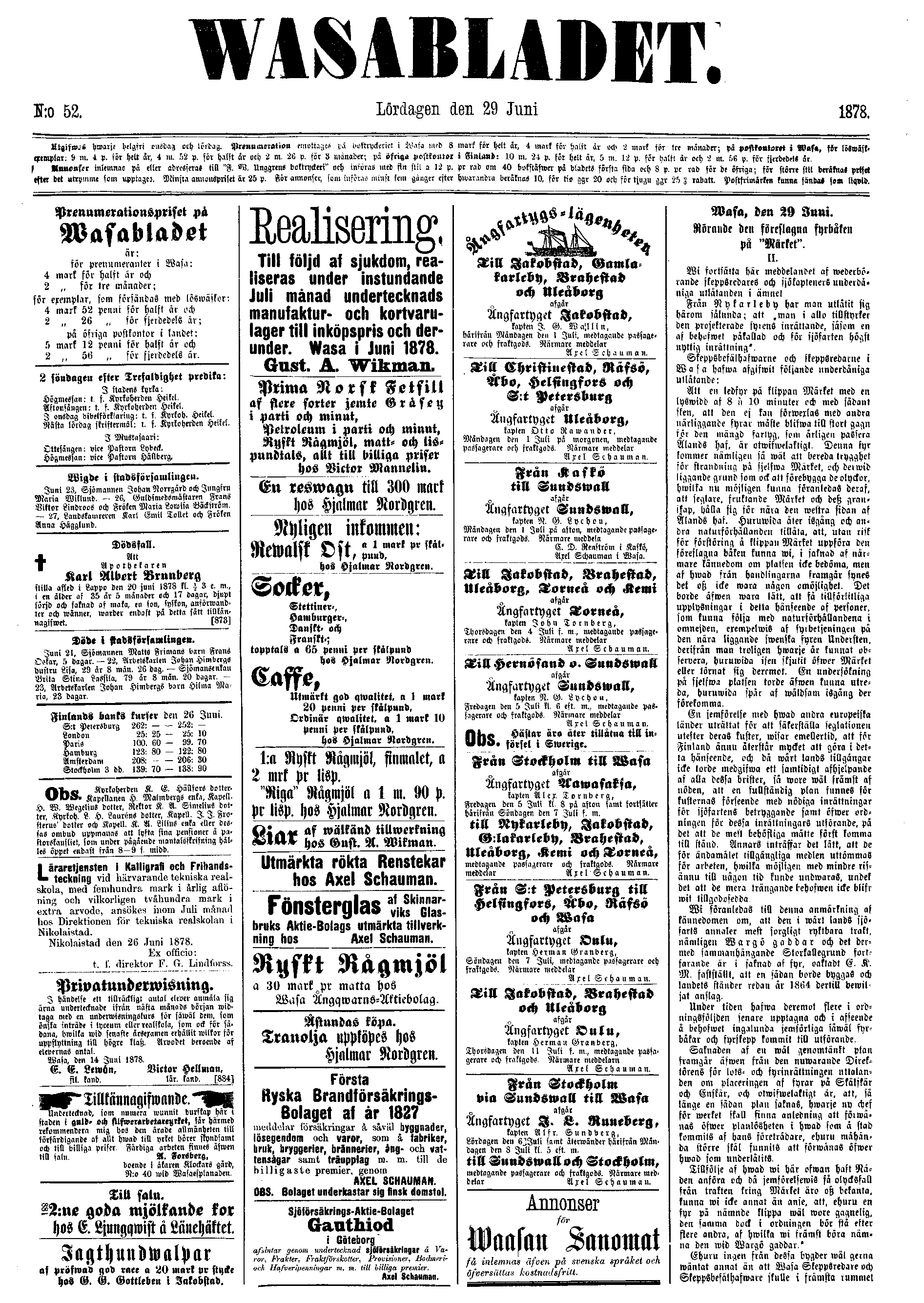
Vasabladet den 29 juni 1878.

Vasabladet, förkortat VBL, är en finländsk regional svenskspråkig dagstidning i Österbotten med huvudsäte i Vasa. Vasabladet ägs av HSS Media. 
Tidningen grundades (som Wasabladet) 1856 och är därmed den näst äldsta ännu utkommande dagstidningen i Finland (äldst är Åbo Underrättelser). Som föregångare räknas Vasa Tidning (1839–48) och Ilmarinen (1848–55). Grundare av Vasabladet var August Levón, och Pehr Lundberg var tidningens första redaktör. Vasabladet slogs 1932 samman med allmogetidningen Wasa Posten (grundad 1898). Vasabladet är idag den näst största finlandssvenska dagstidningen efter Hufvudstadsbladet.
Tidningen utkommer sex dagar i veckan (tisdag–söndag). Från augusti 2004 (OS i Aten) till årsskiftet 2014 var Vasabladet en daglig tidning. Återgången till sexdagarstidning motiverades av Vasabladets ägare HSS Media med ökade produktions- och distributionskostnader för papperstidningen. Indragningen innebar en årlig inbesparing på 600 000 euro för HSS Media.
I maj 2013 lanserades tidningens nya webb- och mobilsidor där delar av materialet är öppet endast för tidningens prenumeranter.